# Najib Amhali
Najib Amhali (4 de abril de 1971, Nador, Marruecos) es un actor y artista de cabaret neerlandés.

## Programas de cabaret
- 1998: Vol = vol
- 2000: Veni Vidi Vici
- 2002: Freefight
- 2005: Most wanted
- 2008: Zorg dat je erbij komt

## Programas de televisión
- 1997: Flodder
- 2003: Najib en Julia
- 2005: Keyzer & De Boer Advocaten
- 2006: Najib loopt warm
- 2008: Najib wordt wakker

## Películas
- 1998: Jezus is een Palestijn
- 1998: De boekverfilming
- 2001: De nacht van Aalbers
- 2001: Baby Blue
- 2004: Shouf Shouf Habibi!
- 2009: Spion van Oranje